# Pristipomoides
Pristipomoides és un gènere de peixos de la família dels lutjànids i de l'ordre dels perciformes.

## Taxonomia
- Pristipomoides aquilonaris (Goode & Bean, 1896)[2]
- Pristipomoides argyrogrammicus (Valenciennes, 1832)[3]
- Pristipomoides auricilla (Jordan, Evermann & Tanaka, 1927)[4]
- Pristipomoides filamentosus (Valenciennes, 1830)[5]
- Pristipomoides flavipinnis (Shinohara, 1963)[6]
- Pristipomoides freemani (Anderson, 1966)[7]
- Pristipomoides macrophthalmus (Müller & Troschel, 1848)[8]
- Pristipomoides multidens (Day, 1871)[9]
- Pristipomoides sieboldii (Bleeker, 1854)[10]
- Pristipomoides typus (Bleeker, 1852)[11]
- Pristipomoides zonatus (Valenciennes, 1830)[5][12][13][14][15][16][17][18]